# Justice League Unlimited
Justice League Unlimited  er en tegnefilmsserie om superheltegruppen af samme navn, og er efterfølgeren af Justice League.

## Stemmer
| Dansk            | Engelsk              | Rolle                          |
| ---------------- | -------------------- | ------------------------------ |
| Lars Thiesgaard  | George Newbern       | Kal El / Clark Kent / Superman |
| Peter Aude       | Kevin Conroy         | Bruce Wayne / Batman           |
| Jette Sievertsen | Susan Eisenberg      | Diana / Mirakelkvinden         |
| Søren Launbjerg  | Michael Rosenbaum    | Barry Allen / Lynet            |
| Torben Sekov     | Phil LaMarr          | John Stewart / Grønne Lygte    |
| Peter Zhelder    | Carl Lumbly          | J'onn J'onzz / Marsmanden      |
| Annette Heick    | Maria Canals Barrera | Shayera Hol / Falkepigen       |

1. ↑  Navnet er anført på svensk og stammer fra Wikidata hvor navnet endnu ikke findes på dansk.